# Стрийський комбінат хлібопродуктів № 2
Стрийський комбінат хлібопродуктів № 2  — підприємство харчової промисловості в місті Стрий Львівської області. Є дочірнім підприємством ДАК «Хліб України».
Основним напрямком діяльності філії є надання послуг із приймання, доведення якості до базисних кондицій, зберігання і відвантаження зерна та перероблення його на борошно. Загальна робоча зернова місткість філії «Стрийський комбінат хлібопродуктів» складає 49 тис. тонн. Основні культури зберігання: пшениця, жито, овес, кукурудза, ячмінь, ріпак, соняшник. Переробні потужності млинзаводу філії складають 49 тис. тонн борошна в рік, добова продуктивність  — 230 тонн. Потужності філії з приймання/відвантаження зерна: приймання з залізничного транспорту — 700 т/добу; приймання з автомобільного транспорту — 250 т/добу; відвантаження на автотранспорт  — 300 т/добу.
Керівник — Когут Роман Михайлович.

## Історія
Стрийський комбінат хлібопродуктів № 2 — одне з найбільш механізованих та автоматизованих підприємств України. Початок виробничої діяльності — 1940 рік.
До складу комбінату входить млин-завод № 2 3-х сортового помелу потужністю 230 т/добу, млин завод № 3 2-сортового пшеничного помелу потужністю 50 т/добу і комбікормовий завод потужністю 500 т/добу розсипних комбікормів.
У 1974 році за документацією, розробленою проєктною групою комбінату, побудований новий комбікормовий завод потужністю 500 тонн розсипних комбікормів на добу з автоматичним ваговим дозуванням компонентів. 
У 1980 році введений в експлуатацію новий склад для зернової сировини місткістю 11,2 тис. тонн та склад силосного типу для готової продукції місткістю 5,8 тис. тонн. 
Комбікорми виробництва Стрийського КХП № 2 збалансовані за поживними речовинами й повністю задовольняють потреби тварин, різноманітних по віку і продуктивності груп птиці, свиней великої рогатої худоби та інших видів тварин та риб. 
Стрийський КХП № 2 випускає комбікорми як за плановими, так і за індивідуальними рецептами замовника.